# John Henry Poynting
John Henry Poynting (Monton, 9. rujna 1852. – Birmingham, 30. ožujka 1914.), engleski fizičar. Sveučilišni profesor u Birminghamu (od 1880. do smrti). Istraživao zakone zračenja i mjerio Newtonovu gravitacijsku konstantu i srednju gustoću Zemlje. Njegov je najpoznatiji rad rasprava O prijenosu energije u elektromagnetskom polju (eng. On the Transfer of Energy in the Electromagnetic Field, 1884.), u kojoj je pokazao da je tok energije u jednoj točki moguće izraziti kao vektorski produkt jakosti električnog (E) i jakosti magnetskog polja (H) u toj točki. To je Poyntingov teorem, a vektor dobiven vektorskim produktom električnog i jakosti magnetskog polja zove se Poyntingov vektor (S): S = E · H = (1/μ) E · B gdje je μ magnetska permeabilnost sredstva, a B magnetska indukcija. Poyntingov vektor ima smjer širenja elektromagnetskoga vala.

## Poynting-Robertsonov učinak
Poynting-Robertsonov učinak (po američkom matematičaru i fizičaru Howardu Percyju Robertsonu), pojava promjene putanje sitnih čestica (mikrometeorita) zbog apsorpcije i emisije zračenja. Čestice na putanji oko Sunca apsorbiraju zračenje sa Sunca samo iz jednoga smjera, a primljenu energiju  zrače u svim smjerovima. Zbog te razlike čestica dobiva potisak tangencijalan na njezinu putanju oko Sunca i smanjuje joj se kutni moment. Zbog toga čestice teže padu na Sunce u spiralnim putanjama, iako tlak Sunčeva zračenja donekle poništava (kompenzira) taj učinak.